# لوسي أوين
لوسي أوين (بالإنجليزية: Lucy Owen)‏ هي صحفية ومذيعة أخبار بريطانية، ولدت في 28 نوفمبر 1970 في Llandaff ‏ في المملكة المتحدة.

## وصلات خارجية
- لوسي أوين على موقع IMDb (الإنجليزية)
- لوسي أوين على موقع IMDb (الإنجليزية)
- لوسي أوين على موقع قاعدة بيانات الفيلم (الإنجليزية)